# Китинен
Китинен (на фински: Kitinen) е река в Северна Финландия (провинция,Лапландия), десен приток на Кемийоки, от басейна на Ботническия залив на Балтийско море. Дължина 278 km, площ на водосборния басейн 7570 km².

## Географска характеристика
Река Китинен води началото си на 367 m н.в., от силно забратени райони, простиращи се по южния склон на простиращия се по паралела участък от възвишението Манселкя. В най-горното си течение има югоизточна посока, след изтичането си от голямото водохранилище Портипата, тече на юг, а в долното течение – на изток-югоизток. Средното и долното ѝ течение е съпроводено с множество бързеи и прагове. Влива се отдясно в река Кемийоки, на 149 m н.в., при село Пелкосениеми.
Водосборният басейн на река Китинен обхваща площ от 7570 km², което представлява 14,8% от водосборния басейн на река Кемийоки. Речната ѝ мрежа е двустранно развита. На запад и изток водосборният басейн на Китинен граничи с водосборните басейни на реките Оунасйоки, Рауданйоки, Кайрийоки и други по-малки, десни притоци на Кемийоки (от басейна на Ботническия залив на Балтийско море), а на север – с водосборните басейни на реките Паатсйоки и Тулома (от басейна на Баренцево море).
Основни притоци: леви – Танайоки, Келуйоки, Луйройоки (227 km); десни – Сатасйоки, Есийойоки.
Китинен има предимно снежно подхранване с ясно изразено пролетно пълноводие, предизвиквано от снеготопенето и зимно маловодие.

## Стопанско значение, селища
В горното течение на реката е изграден големият язовир Портипата (на 242 m н.в.). На него и на още 6 места по течението на реката функционират ВЕЦ – „Портипата“ (35 Мвт), „Куратокоски“ (15 Мвт), „Вайокоски“ (21 Мвт), „Матаракоски“ (11 Мвт), „Келукоски“ (10 Мвт), „Куракиаска“ (27 Мвт) и „Кокоснива“ (25 Мвт). Най-голямото селище по течнието на реката е град Соданкюля.